# كهف سانت ميخائيل
كهف سانت ميخائيل (بالإنجليزية: St. Michael's Cave)‏ هو كهف يقع ضمن أقاليم ما وراء البحار البريطانية في منطقة جبل طارق التابعة للتاج البريطاني.